# موزه کودکان اردن
موزه کودکان اردن (عربی: متحف الأطفال (الأردن)) موزه‌ای است برای کودکان که در شهر امان، اردن تأسیس شده‌است.

## تاریخچه
ساختمان موزه در مساحت ۲۰٫۰۰۰ متر مربع از زمین‌های باغ الحسین واقع شده‌است. موزه در ماه مه ۲۰۰۷ بازگشایی شد. باغ‌های موزه شامل نمایشگاه‌ها و تئاتر خیابانی است، در حالی که ساختمان موزه شامل ۷۰۰۰ متر مربع، نمایشگاه داخلی می‌شود. موزه کودکان با تلاش ملکه رانیا عبدالله بنیان گذاشته شد تا به کودکان و خانواده‌ها تجربه‌های متنوعی از طریق کشف‌ها و بازی‌ها و شناسایی‌ها آموزش داده شود.
در طول سال در موزه، ۱۵۰ نمایشگاه مجازی و مجموعه‌ای متنوع از برنامه‌ها وجود دارد تا مکانی برای تشویق و رفاء باشد و به راحتی به کودکان امکان آزمایش و نوآوری و ارتباط با محیط زیست را بدهد. این موزه عضو دو مؤسسه بین‌المللی فعال است: انجمن موزه‌های کودکان، و «هاندز اون اروپا». مأموریت موزه ارتقاء علاقه به شناخت در میان کودکان است و این انتظار می‌رود که موزه به یک مرکز منحصر به فرد برای برنامه‌های کودکان در اردن و منطقه، و یک ایستگاه مرجع محلی و اقلیمی برای آموزش کودکان تبدیل بشود، و همچنین شریکی خلاق برای کودکان در سطح بین‌المللی باشد